# Strâmtoarea Davis
     Nunavut
     Quebec
     Newfoundland și Labrador
     Regiuni care nu aparțin Canadei (Groenlanda și Islanda)

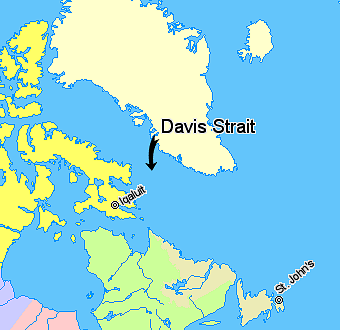
Strâmtoarea Davis, între Groenlanda și insula Baffin (Canada).
Nunavut
Quebec
Newfoundland și Labrador
Regiuni care nu aparțin Canadei (Groenlanda și Islanda)

Strâmtoarea Davis (numită în engleză Davis Strait și în franceză Détroit de Davis) este o strâmtoare între coasta occidentală a Groenlandei și insula canadiană Baffin și face legătura între Marea Labrador din Oceanul Atlantic de Nord și Marea Baffin care aparține Oceanului Arctic. 
Adâncimea medie a apelor din Strâmtoarea Davis este între 1000 și 2000 m, mai mică decât în mările înconjurătoare. Lățimea sa minimă este de 300 km.
A fost numită după exploratorul englez John Davis care a cercetat zona pentru prima dată în 1585, în căutarea Pasajului de Nord-Vest.
Prin strâmtoarea Davis circulă Curentul Groenlandei de Vest, pe lângă coastele vestice ale Groenlandei, în direcție nordică și Curentul Labrador, pe lângă coastele insulei Baffin, în direcție sudică.
În dreptul său, în peninsula Cumberland din insula Baffin, se găsește Parcul Național Auyuittuq, care cuprinde, pe lângă o serie de forme de relief tipice arcticii și ghețarilor, vârfurile Mount Asgard și Mount Thor și câteva specii rare de mamifere terestre și marine.